# Елче
Елче (на испански: Elche) е град в Испания, принадлежащ към автономна област Валенсия и провинция Аликанте.
Градът е разположен на двата бряга на река Виналопо и е едно от най-старите населени места на Иберийския полуостров.
Първите сведения за Елче, като населено място датират от 500 г. пр. Хр., което е и възрастта на най-старата скулптура, открита в града, а именно т. нар. Дама де Елче (на испански: Dama de Elche) (в пр. Госпожата от Елче), обгърната в мистерия, като и до днес не е установено нищо за коя е цивилизацията или културата, чието дело е скулптурата. Единствения сигурен факт е че е иберийска, за което дават основание да се смята описанията на гръцкия пътешественик Артемидор от Ефес пътувал по иберийските брегове около 100 г. пр. Хр., където описва подобни орнаменти по главите на някои от местните жени.

## Икономика
Днес Елче е един от най-силно индустриализираните градове в югоизточна Испания и един от малкото, където туризмът не е дори вторичен отрасъл. Елче е център на обувната и химическата промишленост, като тук е съсредоточено 42% от обувното производство на Испания.

## Личности
Починали
- Кайетано Ре (1938–2013), парагвайски футболист и футболен треньор